# 习文镇
习文镇，是中华人民共和国河北省邯郸市临漳县下辖的一个乡镇级行政单位。

## 行政区划
习文镇下辖以下地区：
河图村、栗辛庄村、时固村、芝村、义城村、板屯村、西太平村、东太平村、上柳村、马辛庄村、板堂村、倪辛庄村、刘太昌村、曹村、北吴庄村、长巷村、河庄村、仁寿村、定华城村、洛安台村、核桃元村、明阳屯村、邢固村、贺北村、西吴庄村、张彭城村、靳彭城村、赵彭城村、公界村、边庄村、吉田村、窑头村、南王庄村和习文村。